# أريستيد زوغبو
أريستيد بينوا زوغبو (بالفرنسية: Aristide Zogbo)‏ (مواليد 30 ديسمبر 1981 في أبيجان) لاعب كرة قدم عاجي لا يرتبط بعقد مع أي نادي .

## روابط خارجية
- أريستيد زوغبو على موقع الاتحاد الدولي (مؤرشف)  (الإنجليزية)
- أريستيد زوغبو على موقع إي إس بي إن إف سي (الإنجليزية)
- أريستيد زوغبو على موقع قاعدة بيانات كرة القدم.إي يو (الإنجليزية)
- أريستيد زوغبو على موقع ناشيونال فوتبول تيمز (الإنجليزية)
- أريستيد زوغبو على موقع عالم كرة القدم.نت (الإنجليزية)